# Ludwik von Teck
Ludwik von Teck (wł. Ludovico di Teck; zm. w lipcu 1439 w Bazylei) – patriarcha Akwilei w latach 1412–1439.

## Życiorys
Syn Fryderyka i Anny von Helfenstein. Młodszy brat Ulryka. Był po mieczu potomkiem Adalberta, księcia Teck, syna Konrada I. 
Był wrogiem papieża Eugeniusza IV. Zmarł w 1439 roku w Bazylei, na panującą wówczas zarazę.